# マクリーン郡 (イリノイ州)
マクリーン郡（英: McLean County）は、アメリカ合衆国イリノイ州の中央部に位置する郡である。人口は17万0954人（2020年）。郡庁所在地はブルーミントンであり、同郡で人口最大の都市である。
マクリーン郡は陸地面積で州内最大の郡である。ブルーミントン都市圏に属している。

## 郡名の発音
「マクリーン」（"McLean"）の発音は "a" の長音を使ってマクレーン (muh-KLAIN)のようになり、"e"の長音のマクリーン (mih-KLEEN)とは違う。イリノイ州出身の"McLean Stevenson"はマクレーンである。

## 歴史
マクリーン郡は1830年にテイズウェル郡から分離して設立された。郡名はイリノイ州選出のアメリカ合衆国上院議員を務め、1830年に死亡したジョン・マクレーンに因んで名付けられた。

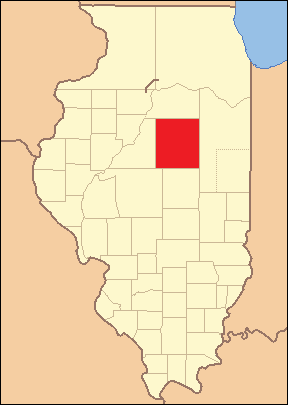
郡創設時から1837年までの郡領域
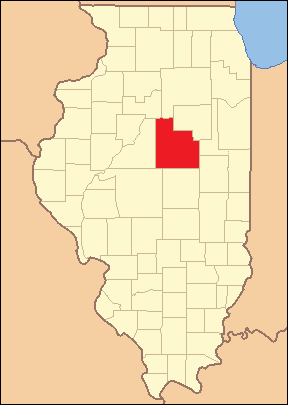
1837年から1841年まで
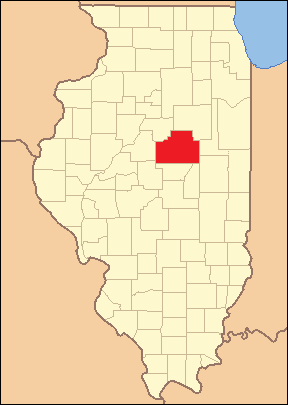
1841年から現在の郡領域

## 郡政府
マクリーン郡郡政委員会は10の選挙から各2人が選ばれ、20人の委員で構成されている。選挙区はブルーミントン市内に4つ、ノーマル市内に3つあり、その他の3選挙区は両市以外の地域に宛てられている。

## 地理
アメリカ合衆国国勢調査局に拠れば、郡域全面積は1,186.27平方マイル (3,072.4 km2)であり、このうち陸地1,183.38平方マイル (3,064.9 km2)、水域は2.89平方マイル (7.5 km2)で水域率は0.24%である。この陸地面積はロードアイランド州（1,045平方マイル、2,700 km2）よりも大きい。

### 主要高規格道路
| - 州間高速道路39号線 - 州間高速道路55号線 - 州間高速道路74号線 - アメリカ国道24号線 | - アメリカ国道51号線 - アメリカ国道66号線 - アメリカ国道136号線 - アメリカ国道150号線 | - イリノイ州道9号線 - イリノイ州道54号線 - イリノイ州道122号線 - イリノイ州道165号線 - イリノイ州道251号線 |

### 隣接する郡
- ウッドフォード郡 - 北西
- リビングストン郡 - 北東
- フォード郡 - 東
- シャンペーン郡 - 南東
- ピアット郡 - 南
- デウィット郡 - 南
- ローガン郡 - 南西
- テイズウェル郡 - 西

## 気候と気象
近年、郡庁所在地であるブルーミントン市の平均気温は1月の14°F (-10 ℃) から7月の86°F (30 ℃) まで変化している。過去最低気温は1985年1月に記録された-23°F (-31 ℃) であり、過去最高気温は1988年6月に記録された103°F (39 ℃) である。月間降水量は2月の1.71インチ (43 mm) から5月の4.52インチ (115 mm) まで変化している。

## 人口動態
以下は2000年の国勢調査による人口統計データである。
| 基礎データ - 人口: 150,433人 - 世帯数: 56,746 世帯 - 家族数: 35,466 家族 - 人口密度: 49人/km2（127人/mi2） - 住居数: 59,972軒 - 住居密度: 20軒/km2（51軒/mi2） 人種別人口構成 - 白人: 89.19% - アフリカン・アメリカン: 6.19% - ネイティブ・アメリカン: 0.16% - アジア人: 2.05% - 太平洋諸島系: 0.03% - その他の人種: 1.01% - 混血: 1.36% - ヒスパニック・ラテン系: 2.55% 先祖による構成 - ドイツ系：30.6% - イギリス系：18.1% - アイルランド系：11.5% 言語による構成 - 英語：94.5% - スペイン語：2.5% | 年齢別人口構成 - 18歳未満: 23.5% - 18-24歳: 18.6% - 25-44歳: 29.2% - 45-64歳: 19.0% - 65歳以上: 9.7% - 年齢の中央値: 30歳 - 性比（女性100人あたり男性の人口） - 総人口: 93.6 - 18歳以上: 90.4 世帯と家族（対世帯数） - 18歳未満の子供がいる: 31.5% - 結婚・同居している夫婦: 50.9% - 未婚・離婚・死別女性が世帯主: 8.8% - 非家族世帯: 37.5% - 単身世帯: 27.6% - 65歳以上の老人1人暮らし: 8.1% - 平均構成人数 - 世帯: 2.45人 - 家族: 3.03人 収入と家計 - 収入の中央値 - 世帯: 47,021米ドル - 家族: 61,073米ドル - 性別 - 男性: 41,290米ドル - 女性: 28,435米ドル - 人口1人あたり収入: 22,227米ドル - 貧困線以下 - 対人口: 9.7% - 対家族数: 4.1% - 18歳未満: 7.0% - 65歳以上: 5.0% |

## 郡区

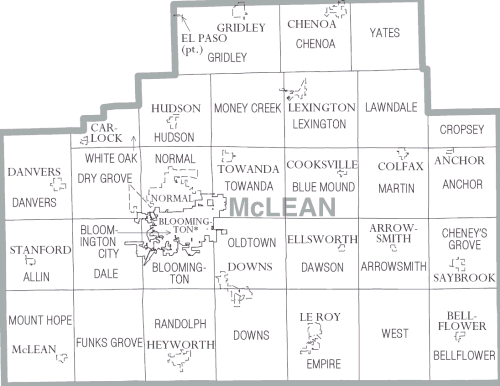
マクリーン郡の郡区図

マクリーン郡は下記30の郡区に分割されている。
| - アリン - アンカー - アロウスミス - ベルフラワー - ブルーミントン - ブルーマウンド - チェイニーズグロブ - シェノア - クロプシー - デール | - ダンバーズ - ドーソン - ダウンズ - ドライグローブ - エンパイア - ファンクスグローブ - グリドリー - ハドソン - ローンデール - レキシントン | - マーティン - マネークリーク - マウントホープ - ノーマル - オールドタウン - ランドルフ - トワンダ - ウェスト - ホワイトオーク - イエーツ |

## 都市と町
| - ブルーミントン - 郡庁所在地 - アンカー - アロウスミス - ベルフラワー - カーロック - シェノア - コルファクス - クックスビル | - ダンバーズ - ダウンズ - エルスワース - グリドリー - ヘイワース - ハドソン - ルロイ - レキシントン | - マーナ - マクリーン - ノーマル - セイブルック - シャーリー - スタンフォード - トワンダ |

### ゴーストタウン
- ベンジャミンビル
- カムラー
- アリン、初期開拓者で、リー・アリン博士の父であるジェイムズ・アリンに因んで名付けられた[4][5]